# Moiry (Ardennes)
Moiry település Franciaországban, Ardennes megyében. Lakosainak száma 136 fő (2022. január 1.). Moiry Auflance, Fromy, Margut, Puilly-et-Charbeaux és Sapogne-sur-Marche községekkel határos.

## Népesség
A település népességének változása:
| Lakosok száma | 224  | 186  | 173  | 183  | 174  | 155  | 148  | 143  | 140  | 136  |
|               | 1968 | 1982 | 1990 | 2006 | 2013 | 2015 | 2017 | 2019 | 2020 | 2022 |